# Бланко (мыс, США)
Мыс Бланко (англ. Cape Blanco) — мыс в США на берегу Тихого Океана, западная оконечность штата Орегон. Находится примерно на той же долготе, что мыс Алава в штате Вашингтон, и в последние годы из-за эрозии побережья считается самой западной точкой континентальных штатов США (сюда не включаются Аляска и Гавайи).
Мыс расположен в округе Карри Орегона, примерно в 8 км севернее города Порт-Орфорд. Мыс входит в одноимённый парк штата. На мысу Бланко расположен маяк, впервые установленный там в 1870 году.
Мыс упоминается в одном из романов Жюля Верна, «Пятьсот миллионов бегумы». В романе описывается утопическая коммуна Виль-Франс, основанная в 1872 году на побережье южного Орегона. Описание местоположение коммуны даётся как «восемьдесят километров к северу от мыса Бланко».